# W ZSRR seksu nie ma
„W ZSRR seksu nie ma” (ros. В СССР секса нет) – skrzydlate słowa, których źródłem była wypowiedź jednej z uczestniczek telemostu Leningrad – Boston („Kobiety mówią z kobietami”), nagranego 28 czerwca i nadanego 17 lipca 1986 roku.

## Historia powstania
W 1986 roku redaktorzy telewizyjni Władimir Pozner i Phil Donahue zorganizowali jeden z pierwszych radziecko-amerykańskich telemostów, reżyserowanych przez Władimira Mukusiewa. W trakcie audycji jedna z amerykańskich uczestniczek zadała pytanie:

... U nas w reklamach telewizyjnych wszystko kręci się wokół seksu. Czy u was są takie reklamy?

Radziecka uczestniczka mostu Ludmiła Nikołajewna Iwanowa (w tym czasie kierowniczka z hotelu „Leningrad” w Leningradzie i przedstawicielka organizacji społecznej „Komitet Kobiet Radzieckich”) odpowiedziała:

No, seksu u nas ... [śmiech] seksu u nas nie ma, i my jesteśmy jemu kategorycznie przeciwni!

Publiczność rosyjska zareagowała śmiechem, a jakaś z obecnych kobiet dodała:

Seks u nas jest, nie ma u nas reklam!

Do użytku weszła zniekształcona i wyrwana z kontekstu część zdania: „W ZSRR seksu nie ma”.
Sama Iwanowa w 2004 roku w wywiadzie dla gazety „Komsomolskaja prawda” zaprezentowała historię pochodzenia tej wypowiedzi inaczej niż to było faktycznie. Twierdziła, że sprawa dotyczyła wojny w Afganistanie i propozycji jednej z Amerykanek, aby w Związku Radzieckim kobiety przestały zajmować się seksem ze swoimi mężczyznami i wtedy nie będą oni szli walczyć, na co Iwanowa miała odpowiedzieć, że seksu w ZSRR nie ma, jest miłość. To, że Iwanowa dokończyła swoją wypowiedź słowami „U nas jest miłość”, potwierdził reżyser telemostu Władimir Mukusiew.

## Wykorzystanie w kulturze
Wyrażenie „W ZSRR seksu nie ma” jest powszechnie stosowane w rosyjskich źródłach dla egzemplifikacji pruderii i antyseksualnego charakteru radzieckiej kultury, tabu nakładanego na publiczne podejmowanie tematów związanych z seksem. Z drugiej strony oczywista absurdalność zdania pozwala na stosowanie go innych kontekstach, np. dla wykazania, że współczesne, czyli post-radzieckie opisy radzieckiej rzeczywistości są nieobiektywne i zmitologizowane.
- Jeden z bohaterów tragikomedii Eldara Riazanowa „Zapomniana melodia na flet” (1987) – Miasojedow grany przez Aleksandra Szirwindta, w rozmowie z dyrektorem usprawiedliwia twórczość artystów nieformalnych słowami „Nie ma seksu ...”.
- Fraza „Seksu u nas nie ma!” kilka razy brzmi w radziecko-polskim filmie Deja vu (1990).
- Wypowiedź była inspiracją dla tytułu rosyjskiego melodramatu telewizyjnego (2004 rok) „Związek bez seksu”, opowiadającego o czasach Związku Radzieckiego.

Oficjalna propaganda w ZSRR oświadczała, że społeczeństwu socjalistycznemu obce jest głoszenie świętoszkostwa i ascetyzmu, nienaturalnego „umartwiania ciała”. W społeczeństwie radzieckim poglądy na seksualność, które były przeciwstawne do dewocji w tej dziedzinie, głosiła Aleksandra Kołłontaj, której często przypisuje się teoria szklanki wody.